# Vingtième circonscription de Paris de 1988 à 2012
Pour les articles homonymes, voir Vingtième circonscription de Paris de 1958 à 1986.
La vingtième circonscription de Paris est l'une des 21 circonscriptions électorales françaises que compte le département de Paris (75) situé en région Île-de-France de 1986 à 2010. D'après les chiffres de l'Institut national de la statistique et des études économiques (INSEE)de 1999, la population de cette circonscription est estimée à 118 937 habitants.

## Délimitation de la circonscription
Entre 1988, année des premières élections après le rétablissement du scrutin uninominal majoritaire par circonscription, et le redécoupage des circonscriptions réalisé en 2010, la circonscription recouvre trois quartiers du 19e arrondissement : Pont-de-Flandres, Amérique et Combat.
Cette délimitation s'applique donc aux IXe, Xe, XIe, XIIe et XIIIe législatures de la Cinquième République française.
Cette huitième circonscription de Paris correspond à l'adjonction d'une partie de la vingt-huitième circonscription de la période 1958-1986 avec la plus grande partie de la vingt-neuvième.
En 2012, cette circonscription est devenue la nouvelle seizième circonscription, cédant juste une petite partie du quartier du Combat.

## Liste des députés

### Élection du 16 mars 1986 au scrutin proportionnel
En 1985, le président de la république François Mitterrand changea le mode de scrutin des députés en rétablissant le scrutin proportionnel. Le nombre de députés du département de Paris fut ramené de 31 à 21.
| Législature | Début de mandat | Fin de mandat | Député élu    | Parti politique | Parti politique | Observations                                                       |
| ----------- | --------------- | ------------- | ------------- | --------------- | --------------- | ------------------------------------------------------------------ |
| VIIIe       | 2 avril 1986    | 14 mai 1988   | Jacques Féron |                 | RPR             | mandat écourté à la suite d'une dissolution de François Mitterrand |

### Députés de 1988 à 2012
Après les élections du 16 mars 1986, le nouveau premier ministre Jacques Chirac rétablissait le scrutin majoritaire à deux tours. Le nombre de députés était maintenu à 21 et les circonscriptions électorales antérieures étaient donc ramenées de 31 à 21. Une partie de l'ancienne vingt-huitième circonscription et un des deux quartiers de l'ancienne vingt-neuvième circonscription fusionnèrent pour former la nouvelle vingtième circonscription.
| Législature | Début de mandat | Fin de mandat  | Député élu                 | Parti politique | Parti politique | Observations                                                  |
| ----------- | --------------- | -------------- | -------------------------- | --------------- | --------------- | ------------------------------------------------------------- |
| IXe         | 23 juin 1988    | 1er avril 1993 | Jean-Christophe Cambadélis |                 | PS              |                                                               |
| Xe          | 2 avril 1993    | 21 avril 1997  | Jacques Féron              |                 | CNIP            | mandat écourté à la suite d'une dissolution de Jacques Chirac |
| XIe         | 12 juin 1997    | 18 juin 2002   | Jean-Christophe Cambadélis |                 | PS              |                                                               |
| XIIe        | 19 juin 2002    | 25 juin 2007   | Jean-Christophe Cambadélis |                 | PS              |                                                               |
| XIIIe       | 26 juin 2007    | 19 juin 2012   | Jean-Christophe Cambadélis |                 | PS              |                                                               |

## Résultats électoraux

### Élections législatives de 1988
| Candidat                                | Candidat                       | Parti             | Premier tour | Premier tour | Second tour | Second tour |  |
| Candidat                                | Candidat                       | Parti             | Voix         | %            | Voix        | %           |  |
| --------------------------------------- | ------------------------------ | ----------------- | ------------ | ------------ | ----------- | ----------- |  |
|                                         | Jacques Féron                  | CNIP (URC)        | 12 512       | 36,15        | 17 973      | 48,43       |  |
|                                         | Jean-Christophe Cambadelis élu | PS                | 12 102       | 34,97        | 19 139      | 51,57       |  |
|                                         | Roland Gaucher                 | FN                | 4 154        | 12,00        |             |             |  |
|                                         | Paul Laurent                   | PCF               | 3 772        | 10,90        |             |             |  |
|                                         | Jean-Pierre Guerin             | Divers écologiste | 2 023        | 5,85         |             |             |  |
|                                         | Dominique Bonin                | Divers            | 46           | 0,13         |             |             |  |
|                                         |                                |                   |              |              |             |             |  |
| Inscrits                                | Inscrits                       | Inscrits          | 58 904       | 100,00       | 58 904      | 100,00      |  |
| Abstentions                             | Abstentions                    | Abstentions       | 23 917       | 40,6         | 20 969      | 35,6        |  |
| Votants                                 | Votants                        | Votants           | 34 987       | 59,4         | 37 935      | 64,4        |  |
| Blancs et nuls                          | Blancs et nuls                 | Blancs et nuls    | 378          | 1,08         | 823         | 2,17        |  |
| Exprimés                                | Exprimés                       | Exprimés          | 34 609       | 98,92        | 37 112      | 97,83       |  |
| Source : Le Monde des 7 et 14 juin 1988 |                                |                   |              |              |             |             |  |

Le suppléant de Jean-Christophe Cambadélis était Roger Madec, cadre administratif, ancien assistant parlementaire de Manuel Escutia puis de Georges Sarre.

### Élections législatives de 1993
| Candidat              | Candidat                           | Parti                      | Premier tour | Premier tour | Second tour | Second tour |  |
| Candidat              | Candidat                           | Parti                      | Voix         | %            | Voix        | %           |  |
| --------------------- | ---------------------------------- | -------------------------- | ------------ | ------------ | ----------- | ----------- |  |
|                       | Jacques Féron élu                  | RPR (UPF)                  | 13 390       | 37,92        | 16 922      | 50,69       |  |
|                       | Jean-Christophe Cambadélis sortant | PS (ADFP)                  | 7 763        | 21,98        | 16 462      | 49,31       |  |
|                       | Xavier Voute                       | FN                         | 5 036        | 14,26        |             |             |  |
|                       | Jean Desessard                     | Les Verts (EÉ)             | 3 384        | 9,58         |             |             |  |
|                       | Martine Durlach                    | PCF                        | 2 963        | 8,39         |             |             |  |
|                       | Jean Dumontet                      | LT-LNÉ                     | 651          | 1,84         |             |             |  |
|                       | Martine Grandin                    | LO                         | 650          | 1,84         |             |             |  |
|                       | Pascale Berthault                  | LCR                        | 331          | 0,94         |             |             |  |
|                       | Laurent Jacquemin                  | PT                         | 267          | 0,76         |             |             |  |
|                       | Jean-Hugues Wolfsohn               | UÉD                        | 234          | 0,66         |             |             |  |
|                       | Isabelle Chauvenet                 | SÉGA                       | 233          | 0,66         |             |             |  |
|                       | Étienne Dabeedin                   | MDR                        | 195          | 0,55         |             |             |  |
|                       | Denise Ragot                       | Divers gauche (Maj. prés.) | 147          | 0,42         |             |             |  |
|                       | Daniel Enselme                     | PLN                        | 71           | 0,2          |             |             |  |
|                       |                                    |                            |              |              |             |             |  |
| Inscrits              | Inscrits                           | Inscrits                   | 56 216       | 100,00       | 56 216      | 100,00      |  |
| Abstentions           | Abstentions                        | Abstentions                | 19 619       | 34,9         | 20 520      | 36,5        |  |
| Votants               | Votants                            | Votants                    | 36 597       | 65,1         | 35 696      | 63,5        |  |
| Blancs et nuls        | Blancs et nuls                     | Blancs et nuls             | 1 282        | 3,5          | 2 312       | 6,48        |  |
| Exprimés              | Exprimés                           | Exprimés                   | 35 315       | 96,5         | 33 384      | 93,52       |  |
| Source : Data.gouv.fr |                                    |                            |              |              |             |             |  |

Le suppléant de Jacques Féron était Michel Bulté, RPR, Premier adjoint au maire du 19ème arrondissement, conseiller de Paris.

### Élections législatives de 1997
| Candidat       | Candidat                       | Parti          | Premier tour | Premier tour | Second tour | Second tour |  |
| Candidat       | Candidat                       | Parti          | Voix         | %            | Voix        | %           |  |
| -------------- | ------------------------------ | -------------- | ------------ | ------------ | ----------- | ----------- |  |
|                | Jean-Christophe Cambadélis élu | PS             | 10 565       | 30,26        | 19 863      | 54,07       |  |
|                | Michel Bulté                   | RPR            | 9 867        | 28,26        | 16 876      | 45,93       |  |
|                | Xavier Voute                   | FN             | 4 539        | 13           |             |             |  |
|                | Martine Durlach                | PCF            | 3 037        | 8,7          |             |             |  |
|                | Catherine Garros               | Les Verts      | 1 622        | 4,65         |             |             |  |
|                | Daniel Lacroix                 | LDI (MPF)      | 1 064        | 3,05         |             |             |  |
|                | Marina Podgorny                | LO             | 988          | 2,83         |             |             |  |
|                | Jean-Marc Brûlé                | SÉGA           | 545          | 1,56         |             |             |  |
|                | Manuel Dieudonné               | MDC            | 502          | 1,44         |             |             |  |
|                | Bernard Krouck                 | GÉ             | 466          | 1,33         |             |             |  |
|                | Pascale Berthault              | LCR            | 360          | 1,03         |             |             |  |
|                | Valérie Sandrossian            | Divers         | 297          | 0,85         |             |             |  |
|                | Laurent Bardon                 | US4J           | 240          | 0,69         |             |             |  |
|                | Christine Dalmasso             | MÉI            | 231          | 0,66         |             |             |  |
|                | Philippe Thireau               | Divers gauche  | 199          | 0,57         |             |             |  |
|                | Jacques Puaux                  | PT             | 172          | 0,49         |             |             |  |
|                | Jean-Luc Guérard               | Divers         | 72           | 0,21         |             |             |  |
|                | Etienne Dabeedin               | MDR            | 50           | 0,14         |             |             |  |
|                | Antoine Lagaisse               | PLN            | 46           | 0,13         |             |             |  |
|                | André Épron                    | Divers         | 41           | 0,12         |             |             |  |
|                | Autres candidats               | Divers         | 55           | 0,16         |             |             |  |
|                |                                |                |              |              |             |             |  |
| Inscrits       | Inscrits                       | Inscrits       | 57 410       | 100,00       | 57 405      | 100,00      |  |
| Abstentions    | Abstentions                    | Abstentions    | 21 427       | 37,32        | 18 762      | 32,68       |  |
| Votants        | Votants                        | Votants        | 35 983       | 62,68        | 38 643      | 67,32       |  |
| Blancs et nuls | Blancs et nuls                 | Blancs et nuls | 1 066        | 2,96         | 1 904       | 4,93        |  |
| Exprimés       | Exprimés                       | Exprimés       | 34 917       | 97,04        | 36 739      | 95,07       |  |

Le suppléant de Jean-Christophe Cambadélis était Roger Madec, maire du 19ème arrondissement, conseiller de Paris.

### Élections législatives de 2002
| Candidat       | Candidat                                 | Parti            | Premier tour | Premier tour | Second tour | Second tour |  |
| Candidat       | Candidat                                 | Parti            | Voix         | %            | Voix        | %           |  |
| -------------- | ---------------------------------------- | ---------------- | ------------ | ------------ | ----------- | ----------- |  |
|                | Jean-Christophe Cambadélis sortant réélu | PS (PRG)         | 12 619       | 35,36        | 17 984      | 56,37       |  |
|                | Michel Bulté                             | diss. RPR        | 5 760        | 16,14        | 13 922      | 43,63       |  |
|                | Lynda Asmani                             | UMP              | 4 070        | 11,4         |             |             |  |
|                | Jean-Pierre Mattei                       | Divers droite    | 3 314        | 9,29         |             |             |  |
|                | Françoise Ferry                          | FN               | 2 809        | 7,87         |             |             |  |
|                | Bernard Jomier                           | Les Verts        | 2 511        | 7,04         |             |             |  |
|                | Martine Durlach                          | PCF              | 1 540        | 4,32         |             |             |  |
|                | Béatrice Bonneau                         | LCR              | 669          | 1,87         |             |             |  |
|                | Stéphane Le Floch                        | Pôle républicain | 614          | 1,72         |             |             |  |
|                | Marina Podgorny                          | LO               | 273          | 0,76         |             |             |  |
|                | Mohamedy Yaffa                           | Divers           | 214          | 0,6          |             |             |  |
|                | Annik Hecquet-Bonot                      | Cap21            | 213          | 0,6          |             |             |  |
|                | Loic Le Hénand                           | MNR              | 168          | 0,47         |             |             |  |
|                | Mireille de Loubens                      | MPF              | 158          | 0,44         |             |             |  |
|                | Nathalie Luyckx                          | SÉGA             | 147          | 0,41         |             |             |  |
|                | Rachid Lounes                            | MÉI              | 135          | 0,38         |             |             |  |
|                | Muriel Navarro                           | PT               | 122          | 0,34         |             |             |  |
|                | Dominique Piolle                         | ND               | 102          | 0,29         |             |             |  |
|                | Hélène Sedakoff                          | GÉ               | 72           | 0,2          |             |             |  |
|                | Marie-Nancy Joly                         | Divers gauche    | 62           | 0,17         |             |             |  |
|                | Autres candidats                         | Divers           | 116          | 0,33         |             |             |  |
|                |                                          |                  |              |              |             |             |  |
| Inscrits       | Inscrits                                 | Inscrits         | 55 008       | 100,00       | 54 981      | 100,00      |  |
| Abstentions    | Abstentions                              | Abstentions      | 18 842       | 34,25        | 21 748      | 39,56       |  |
| Votants        | Votants                                  | Votants          | 36 166       | 65,75        | 33 233      | 60,44       |  |
| Blancs et nuls | Blancs et nuls                           | Blancs et nuls   | 478          | 1,32         | 1 327       | 3,99        |  |
| Exprimés       | Exprimés                                 | Exprimés         | 35 688       | 98,68        | 31 906      | 96,01       |  |

Le suppléant de Jean-Christophe Cambadélis était Roger Madec.

### Élections législatives de 2007
| Candidat       | Candidat                                 | Parti          | Premier tour | Premier tour | Second tour | Second tour |  |
| Candidat       | Candidat                                 | Parti          | Voix         | %            | Voix        | %           |  |
| -------------- | ---------------------------------------- | -------------- | ------------ | ------------ | ----------- | ----------- |  |
|                | Jean-Christophe Cambadélis sortant réélu | PS             | 12 466       | 32,85        | 20 897      | 59,09       |  |
|                | Jean-Jacques Giannesini                  | UMP            | 12 320       | 32,46        | 14 469      | 40,91       |  |
|                | Violette Baranda                         | UDF–MoDem      | 3 910        | 10,3         |             |             |  |
|                | Bernard Jomier                           | Les Verts      | 2 724        | 7,18         |             |             |  |
|                | Jean Vuillermoz                          | PCF            | 2 017        | 5,31         |             |             |  |
|                | France Coumian                           | LCR            | 1 506        | 3,97         |             |             |  |
|                | Christian Lobre                          | FN             | 1 198        | 3,16         |             |             |  |
|                | Marina Podgorny                          | LO             | 364          | 0,96         |             |             |  |
|                | Arnaud Appourchaux                       | NC             | 287          | 0,76         |             |             |  |
|                | Ronald Remy                              | MÉI            | 281          | 0,74         |             |             |  |
|                | Jean-Claude Hubert                       | Divers         | 261          | 0,69         |             |             |  |
|                | Gabrielle Dinahet                        | MNR            | 219          | 0,58         |             |             |  |
|                | Luc Beranger                             | PT             | 187          | 0,49         |             |             |  |
|                | Stéphane Leenhardt                       | Divers         | 116          | 0,31         |             |             |  |
|                | Christian Person                         | AL             | 90           | 0,24         |             |             |  |
|                | Jean-Luc Guérard                         | Divers         | 7            | 0,02         |             |             |  |
|                |                                          |                |              |              |             |             |  |
| Inscrits       | Inscrits                                 | Inscrits       | 65 986       | 100,00       | 65 984      | 100,00      |  |
| Abstentions    | Abstentions                              | Abstentions    | 27 555       | 41,76        | 29 527      | 44,75       |  |
| Votants        | Votants                                  | Votants        | 38 431       | 58,24        | 36 457      | 55,25       |  |
| Blancs et nuls | Blancs et nuls                           | Blancs et nuls | 478          | 1,24         | 1 091       | 2,99        |  |
| Exprimés       | Exprimés                                 | Exprimés       | 37 953       | 98,76        | 35 366      | 97,01       |  |